# Ubuntu Studio
Ubuntu Studio je jedním z derivátů operačního systému Ubuntu, podobně jako například Kubuntu, Xubuntu, nebo Edubuntu. Jak napovídá název, je Ubuntu Studio systém zaměřený především na práci s multimédii, jejich zpracování a tvorbu.

## Údaje o systému
Na rozdíl od Ubuntu využívá Ubuntu Studio jiné grafické prostředí. Do verze 20.04 to bylo prostředí XFCE, od verze 20.10 využívá grafické prostředí KDE Plazma. Na první pohled také poznáme Ubuntu Studio podle jiného barevného schématu. Na rozdíl od tradičního, oranžovo-fialového vzhledu se zde setkáme s modro-černým.
Nejdůležitějším rozdílem je ale změna v samotném kernelu. Ten je optimalizován právě pro práci s multimédii, při které musí docházet k co nejmenšímu zpožďování zvuku a obrazu. Tomu odpovídá i využití CPU prostředků. Tím se liší např. od Kubuntu, Xubuntu, Edubuntu, které se liší pouze konfigurací a volbou softwarových balíčků.

## Real-time jádro
Real-time jádro, poprvé zahrnuto v Ubuntu Studio 8.04, bylo speciálně upraveno pro práci s audiem, videem a grafikou. Verze 8.10 toto jádro ale postrádala. Zpět se jádro vrátilo s verzí 9.04 a 9.10. Ubuntu Studio 10.04 mělo možnost real-time jádro doinstalovat (defaultně zde chybělo), a od 10.10 bylo odstraněno z repozitářů.

## Low-latency kernel
Od Ubuntu Studio 12.04 je výchozím jádrem jádro low-latency. V základě je to stejné jádro jako u klasického Ubuntu, upravené tak, aby umožnilo stabilní práci s hudebními aplikacemi s nízkou latencí (odezvou). Vzhledem k tomu, že velká část původního real-time jádra byla implementována do standardního jádra Ubuntu a vzhledem k problémům s údržbou linux-rt jádra, Ubuntu Studio zůstalo u používání low-latency jádra.
Počítače, které slouží jako hudební pracovní stanice, jsou odkázané na monitorování hardwaru, které samo o sobě pracuje s nízkou odezvou, nicméně nedovoluje editovat přímý signál jinak, než s hardwarovými efekty. Aby bylo možné editovat přímý signál, je nutné softwarové zpracování signálu, kdy většina hudebních pracovních stanic toto dokáže pouze při odezvě větší než několik desítek milisekund. Proto je výhodou low-latency jádra schopnost dosáhnout odezvy nižší než je úroveň lidského
vnímání, 5-10 ms.
Plánovač v jádru dovoluje aplikacím si okamžitě vyžádat prostředky  v CPU, což odezvu drasticky snižuje. Ve starších verzích Ubuntu Studio (9.04), v Ubuntu Studio Controls, bylo možné povolit Nice, které dovolovalo použití ovladačů a ovladačů pro grafiku při zachování nízké odezvy. Čím více záporná hodnota, tím více Nice rezervovalo prostředky CPU pro zpracování audia v reálném čase.

## Vzhled a zvukové schéma
Ubuntu Studio nabízí modro-černé barevné schéma, na rozdíl od oranžovo-fialového v klasickém Ubuntu. Stejně jako v Ubuntu je možné při použití akcelerované grafické karty a vhodných ovladačů povolit pokročilé efekty pracovní plochy, které jsou dostupné ve správci balíčků Synaptic. Od verze 9.10 došlo ke změně uvítací melodie, která nahradila původní z Ubuntu.

## Přístup do repozitářů Ubuntu
Velkou výhodou Ubuntu Studia je oproti ostatním distribucím užívajícím real-time jádro (low-latency) přístup do stejných repozitářů dostupných pro hlavní distribuci Ubuntu, správce balíčků Synaptic. To umožňuje častější aktualizaci systému a přístup k velkému množství softwaru.

## Instalace
V minulosti chyběla live verze (spustitelná z CD/DVD nebo USB disku) a instalace rovněž neměla grafické rozhraní. Live verze je dostupná až od Ubuntu Studio 12.04. Ubuntu Studio je možné doinstalovat na již nainstalované Ubuntu instalací balíčku ubuntustudio-desktop.
Po instalaci je nutná dostupnost internetového připojení pro údržbu a aktualizaci systémových součástí.

## Balíčky
Ubuntu Studio je oproti původnímu Ubuntu pochopitelně vybaveno open-source softwarem pro práci s audiem, videem a grafikou a to už ve výchozí instalaci. V průběhu procesu instalace lze zvolit instalaci předvolených balíčků pro oblasti jako je audio, grafika, fotografie, publikování a video. Příklady dostupného softwaru:

### Audio
- Ardour
- Audacity
- Hydrogen
- JACK Audio Connection Kit
- JAMin
- LilyPond
- Mixxx
- MusE
- Rosegarden
- TiMidity++
- Wired

### Video
- Kino
- Kdenlive
- OpenShot
- Pitivi
- Stopmotion

### Grafické programy
- Agave
- Blender
- Darktable
- DigiKam
- Enblend
- FontForge
- GIMP
- Inkscape
- Krita
- Scribus
- Synfig